# 第7科研究会誌
『第7科研究会誌』（だいななかけんきゅうかいし）は、陸上自衛隊の非公式組織「防衛庁陸上幕僚監部二部別室」にあった第7科研究会の成果を編集した部内誌である。研究会発足当時の第7科長は2等陸佐釜賀一夫であり、自衛隊内部での暗号解読レベルを推し量る貴重な資料である。

## 概要
暗号解読を個人プレイからチームワークに移すために7科では研究会を開いて各科員の研究成果を交換普及させてきた。個人が研究成果を他人に普及させず、寧ろ隠そうとする雰囲気があった事を反省。古参幹部が転出すると7科の暗号解読力が非常に低下することもあった。そこで新任科員の教育用も兼ねて研究会成果を会誌編纂する提案があった。
編集長は足立2等陸佐、印字は1科の印書員が受け持った。発行は概ね毎四半期とし、「秘」に属するものは別冊として各員に貸与とした。第1号と2号は過去の研究成果を対象として、3号以降は新しい研究成果を掲載。

## 第1号
第1号は1961年（昭和36年）4月に「取扱注意」として発行された。タイプ印刷にて製本され、171頁ある。1989年に釜賀一夫がペンネームの加藤正隆で執筆した『基礎 暗号学』に比べても遜色なく、特に「乱数波の分析とその応用」は圧巻である。
- 巻頭「序」２等陸佐 釜賀一夫
要旨：研究会発足の経緯と会誌の趣旨、掲載予定を３頁に渡り寄稿。
- 1頁「縦列区分における暗語差の利用(その1　単文字暗語差)」３等陸佐 国則和平、事務官 滝島博
要旨：縦列区分が正しくかつ計算方法も正しければその暗語差が原語差に一致し、正しくなければ暗語頻度から計算される暗語差頻度を持つ。この原理で縦列区分の真偽を判定するのが「暗語差確率計算法」である。暗語差が０だけである「一致反復法」に比較して全暗語差を利用できるのも「全暗語差法」の特色である。
- 29頁「乱パルス式暗号の乱字重複における解読法(２段重なりの場合)」主事 松本節子(小笠原 主事のレポートから引用)
要旨：乱数式一般計算の暗号における相減ストリップ法が乱パルス式特殊テレタイプ暗号に対しても利用できる。
- 37頁「鼓胴式反転暗号機における同一文字の連打」主事 植村学
要旨：対照平文として同一文字だけを連打した場合の固定置換解析法を整理。
- 45頁「『連用』の分布状況による鼓胴式直通−Ⅰ型暗号機の形式判定法」主事 坂本恭章
要旨：鼓胴式直通ーⅠ型暗号機の特徴とは暗号文上の特定位置にその規約固有の確率にて「連用」が出現する。これを利用した同暗号機の形式判定が可能である。
- 57頁「一縄用法乱数の乱数符の一暗探法」主事 繁宮治夫
要旨：乱数式暗号解読においてはその開始位置を示す乱数符や使用した暗号書を示す区別符の探索が重要であるが、これらは秘匿されていて多数の労力が掛かる。今回は「乱数用法＝一縄用法(コード式)」かつ「計算方式＝一般計算法による加減算」かつ「指示符の秘匿方法＝本文定位置の暗語に指示符を加算(減算)」かつ「秘匿位置＝一定位置」の単純な場合を想定して暗探法の原理と実例を紹介。
- 63頁　イラスト　作者不明
要旨：上段にフランス作家であるフローベルの名言「もし人がOriginality(独創性)を持っておれば何をおいてもそれを出さなければならない。もし持たないならばそれを自分のものにしなければならない」下段に釣り人の挿絵がある。
- 64頁「露和機械翻訳試案」主事 早田輝洋
要旨：電子計算機を用いた露和機械翻訳。プラウダやイズベスチア等のソ連新聞例から考究した。
- 84頁「乱数波の分析とその応用」3等陸尉 志方泰
要旨：乱数解析を波形解析として捉え、M-209暗号機を例題に取り上げる。アナログ乱数波解析は基礎研究と理論的検討を終了し、本稿ではデジタル解析について述べる。成果として人間の判断を殆ど要さずにM-209の乱数を解析できる。